# コール・ミー・ミスター
コール・ミー・ミスター (英語: Call Me Mister)は、アーノルド・アワーバック脚本、ハロルド・ローム作詞・作曲によるレヴュー。題名は、退役して軍隊の階級で呼ばれなくなることに言及している。
1946年4月18日、ブロードウェイにあるナショナル・シアターにおいてロバート・H・ゴードン演出による公演が開幕した。その後マジェスティック・シアター、プリマス・シアターと移行し、計734回上演後閉幕した。ベティ・ギャレット、ジョージ・S・アーヴィング、マリア・カルニロヴァ、ハリー・クラーク、ジュールス・マンシン、ローレンス・ウィンターズなどが出演した。デッカ・レコードよりキャスト・レコーディングがリリースされた。
1951年、ロイド・ベーコン監督の映画『コール・ミー・ミスター』が20世紀フォックスから公開された。ブロードウェイ公演からは3曲が採用された。第二次世界大戦および朝鮮戦争の頃の日本を舞台に、米軍慰問団のエンターテイナーであるケイ・ハドソン(ベティ・グレイブル)が元夫シェプ・ドゥーリー(ダン・デイリー)と偶然再会する。ケイにはボーイフレンドのジョニー・コムストック(デイル・ロバートソン)がいるが、シェプはケイとよりを戻すことを決心する。1933年の映画『四十二番街』以来、ベーコン監督とダンス・ディレクターであるバスビー・バークレーの久々であり最後のコラボレーションとなった。

## オリジナル・キャスト・レコーディング収録曲
オリジナル・キャスト・レコーディングに収録されている曲を以下に示す。
- Going Home Train
- Along With Me
- Little Surplus Me
- Red Ball Express
- Military Life
- Yuletide, Park Avenue
- When We Meet Again
- Face on the Dime
- South America, Take It Away
- Call Me Mister